# Lichtgestalt
Lichtgestalt (укр. «світла постать») — дев'ятий альбом швейцарського гурту Lacrimosa. З цього альбому було випущено три сингли: The Party Is Over, Kelch Der Liebe та Sapphire, але сингл The Party is Over не видавася окремо. Цей альбом продовжив орієнтацію групи на симфонічний метал. Усі треки були написані Тіло Вольфом, виключаючи заключний, Hohelied der Liebe, лірика якого була взята з Біблії.

## Список композицій
| #  | Назва                    | Автор      | Тривалість |
| -- | ------------------------ | ---------- | ---------- |
| 1. | «Sapphire»               | Тіло Вольф | 11:15      |
| 2. | «Kelch Der Liebe»        | Тіло Вольф | 6:05       |
| 3. | «Lichtgestalt»           | Тіло Вольф | 5:18       |
| 4. | «Nachtschatten»          | Тіло Вольф | 7:07       |
| 5. | «My Last Goodbye»        | Тіло Вольф | 8:08       |
| 6. | «The Party Is Over»      | Тіло Вольф | 5:29       |
| 7. | «Letzte Ausfahrt: Leben» | Тіло Вольф | 5:43       |
| 8. | «Hohelied Der Liebe»     | Тіло Вольф | 14:30      |